# Pterolophia grossepunctata
Pterolophia grossepunctata là một loài bọ cánh cứng trong họ Cerambycidae.